# Empty Sky
《Empty Sky》는 영국의 싱어송라이터 엘튼 존의 데뷔 음반으로, 1969년 6월 6일에 출시되었다. 1975년 1월(MCA)에 미국에서 커버 아트를 다르게 하여 출시하였다.

## 배경
DJM 8트랙 스튜디오에서 1968년 겨울부터 1969년 봄에 녹음된 Empty Sky는 DJM 직원 스티브 브라운이 프로듀서로 참여했다. 이 음반은 영국에서 스테레오, 모노로 둘 다 출시되었으며 후자의 경우 수집애호가의 희귀 아이템이 되었다.
| 전문가 평가 | 전문가 평가 |
| 평가 점수   | 평가 점수   |
| 출처        | 점수        |
| ----------- | ----------- |
| 올뮤직      | [ 1 ]       |

## 트랙 목록
모든 곡은 엘튼 존이 작곡하고 버니 토핀이 작사하였다.
Side one
1. "Empty Sky" - 8:28
2. "Val-Hala" - 4:12*
3. "Western Ford Gateway" - 3:16
4. "Hymn 2000" - 4:29

Side two
1. "Lady What's Tomorrow" - 3:10
2. "Sails" - 3:45
3. "The Scaffold" - 3:18
4. "Skyline Pigeon" - 3:37
5. "Gulliver/Hay Chewed/Reprise" - 6:59*

### 1995/96 재발매 보너스 트랙
1995 Mercury and 1996 Rocket reissue
1. "Lady Samantha" - 3:02
2. "All Across the Havens" - 2:52
3. "It's Me That You Need" - 4:04
4. "Just Like Strange Rain" - 3:44

## 인원
- 엘튼 존 - 보컬, 피아노, 오르간, 전기 피아노, 하프시코드
- Caleb Quaye - 전기 기타, 통기타, 콩가 드럼
- Tony Murray - 베이스
- Roger Pope - 드럼, 타악기
- Don Fay - 색소폰, 플루트
- Graham Vickery - 하모니카
- 나이절 올슨 - 드럼 ("Lady What's Tomorrow")

제작
- 스티브 브라운 - 프로듀서
- 프랭크 오언(Frank Owen) - 엔지니어
- Clive Franks - 테이프 오퍼레이터, 휘슬링
- 거스 더전 - 음악 해설
- 존 토블러 - 음악 해설

## 차트
음반 - 빌보드 (북아메리카)
| 연도 | 차트    | 순위 |
| ---- | ------- | ---- |
| 1975 | 팝 앨범 | 6    |